# Fabbrica Italiana Tubi
La Fabbrica Italiana Tubi (in sigla FIT e localmente conosciuta come Tubifera) è stata un'azienda produttrice di tubi metallici nello stabilimento di Sestri Levante. Fu tra le prime in Italia a produrre tubi senza saldatura.
Venne fondata nel 1905 con il nome Società Fabbrica Nazionale Tubi, azienda che realizzò uno stabilimento per la produzione di tubi metallici, non solo in ferro ed acciaio, ma anche in rame.
Lo stabilimento fu acquisito nel 1911 dalla Società Anonima Trafilerie e Laminatoi di Metalli. Nell'azionariato ci fu poi la partecipazione di due società francesi: la Société d'Escaut et Meuse e la Société Louvroil et Recquignies. Nel 1928 la forza lavoro era di 250 dipendenti e la produzione di 236 tonnellate di tubi al mese. La ragione sociale divenne Fabbrica Italiana Tubi e la produzione si concentrò sui tubi in ferro ed acciaio, eliminando quelli in rame ed espandendosi con l'installazione di due forni elettrici di fusione. La produzione mensile nel 1940 raggiungeva le 1200 tonnellate. Subì in seguito pesanti bombardamenti durante la seconda guerra mondiale. Con la ricostruzione la produzione si allargò al settore dei tubi senza saldatura, mentre la superficie dell'impianto raggiungeva i 120 000 m², completata da un'acciaieria a Trigoso. Passò poi, come altre unità del settore, alla Ferrotubi, gruppo che patì le conseguenze della crisi del settore e fu posto in amministrazione straordinaria. Si tentò anche una reindustrializzazione, in buona parte però non realizzata, e l'area venne poi edificata con destinazione turistica. Solo l'acciaieria di Trigoso prosegue oggi la sua attività con il nome Arinox, appartenente al Gruppo Arvedi.